# NRK Jazz
NRK Jazz est une station de radio musicale publique norvégienne fondée en 2007 appartenant à la Norsk rikskringkasting (NRK). Cette station diffuse principalement du jazz en continu sans interruption publicitaire. 
NRK Jazz émet par radio numérique (DAB+) dans le pays et peut également être écouté par la diffusion en flux sur Internet.